# Paleisheuwel
Paleisheuwel ist ein Dorf in der Lokalgemeinde Cederberg, im Distrikt West Coast der südafrikanischen Provinz Westkap.

## Flora und Fauna
In der Umgebung des Ortes wächst die seltene Protea inopina. Ebenso können hier zahlreiche Vogelbeobachtungen gemacht werden, wie der Prachtfink Swee Waxbill (Estrilda melanotis).

## Wirtschaft und Verkehr
Nördlich des Ortes befindet sich ein photovoltaisches Solarkraftwerk von einer Enel-Tochter mit einer Nennleistung von 82,5 MW.
Die Siedlung liegt 58 Kilometer südöstlich von Piketberg und 25 Kilometer nordwestlich von Sandberg an der Straße R365. Hier gibt es einen Haltepunkt an der Eisenbahnstrecke Malmesbury-Bitterfontein.